# Goldie Hawn
Goldie Jeanne Hawn (Washington, 21 novembre 1945) è un'attrice, regista e cantante statunitense.
Nel corso della sua carriera ha vinto l'Oscar alla miglior attrice non protagonista per il film Fiore di cactus, ricevendo una candidatura all'Oscar alla miglior attrice per Soldato Giulia agli ordini. Ha inoltre ottenuto otto candidature ai Golden Globe, vincendone uno per Fiore di cactus.

## Biografia

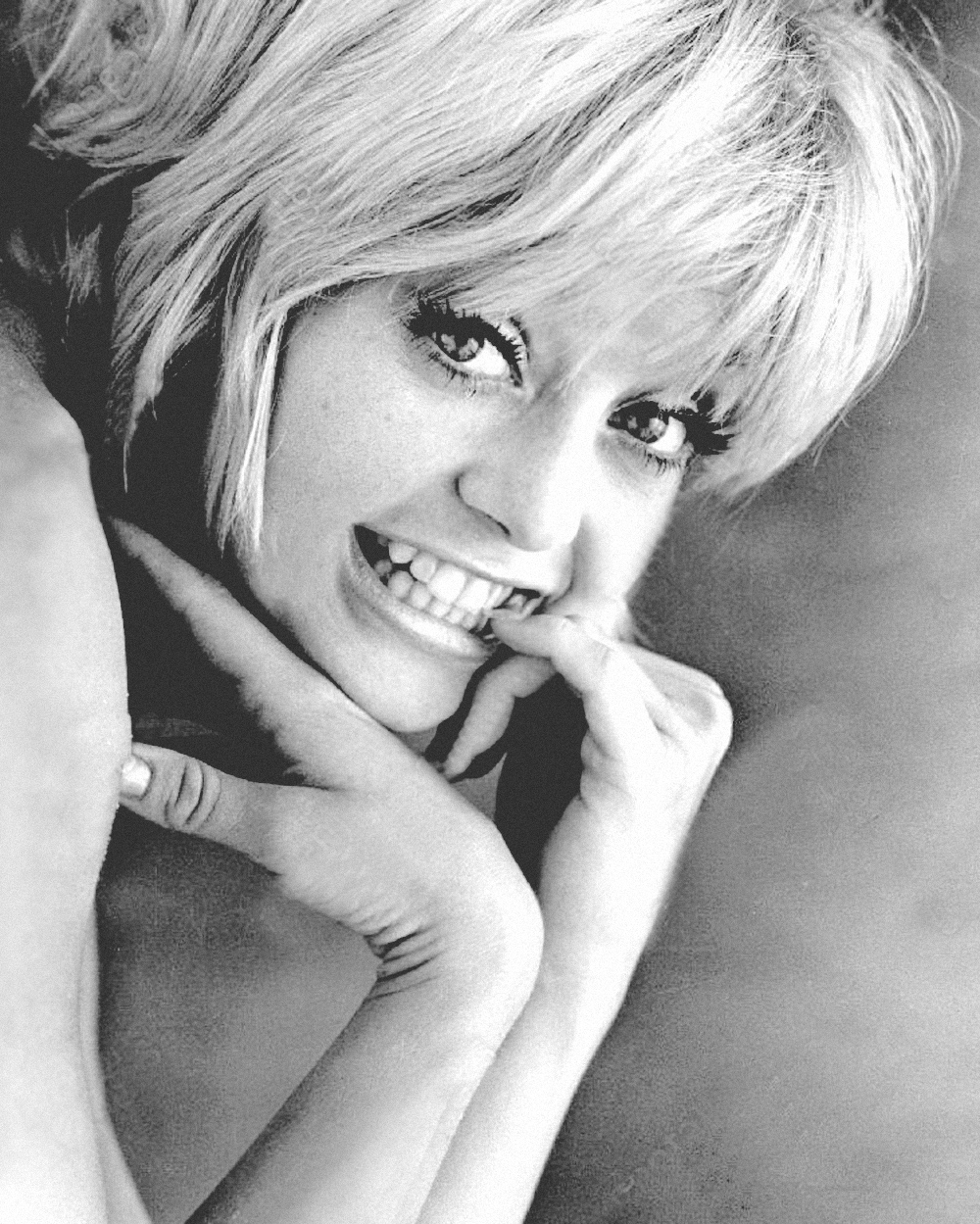
Hawn nel 1970

Figlia di Laura Steinhoff, proprietaria di una gioielleria e di una scuola di danza, e del musicista Edward Rutledge Hawn, dopo aver concluso gli studi all'American University si trasferisce a New York. Avendo studiato balletto sin dall'infanzia inizia a lavorare nei teatri della città come ballerina sebbene fosse molto più interessata alla recitazione. Ottiene una parte per una serie televisiva "Good Morning, World" al quale fa seguito un'altra serie "Rowan & Martin's Laugh-in" nella quale si definisce il ruolo di bionda divertente che le permette di ottenere i primi ruoli al cinema.
Nel 1970 vince il premio Oscar come miglior attrice non protagonista per il ruolo di Toni Simmons in Fiore di cactus di Gene Saks. Nel 1971 si aggiudica una candidatura ai BAFTA come miglior attrice protagonista sia per Fiore di cactus, sia per M'è caduta una ragazza nel piatto. Nel 1979 viene chiamata in Italia per lavorare nel film Viaggio con Anita, diretto da Mario Monicelli, che però ebbe una pessima accoglienza.
Nel 1980 gira il film Soldato Giulia agli ordini e intreccia una forte amicizia con l'attrice Eileen Brennan, la quale nel 1982 sarà vittima di un grave incidente che la renderà temporaneamente paralizzata (impiegherà circa tre anni per riprendersi completamente): questo episodio segna la vita della Hawn. Questo ruolo le fa ottenere un'altra candidatura all'Oscar, questa volta come miglior attrice protagonista.
Ha ottenuto anche una numerosa serie di candidature ai Golden Globe per Le farfalle sono libere, Shampoo, Gioco sleale, Soldato Giulia agli ordini, Amici come prima e Due amiche esplosive. Da lì in poi appare in numerosissime commedie come Gioco sleale (1979), Due nel mirino (1990) con Mel Gibson, La morte ti fa bella (1992), al fianco di Meryl Streep e Bruce Willis, Tutti dicono I Love You (1996), Il club delle prime mogli (1996) e Amori in città... e tradimenti in campagna (2001). Nel 1985 posa per la copertina di Playboy.
Goldie Hawn è anche una produttrice e nel 1997 si è cimentata anche con la regia con il film per la televisione Hope. In alcune occasioni si è anche dedicata alla musica incidendo dei dischi o cantando nei suoi film. La sua ultima apparizione per diversi anni è stata nel film Due amiche esplosive (2002), con Susan Sarandon. Dopo 15 anni di assenza dal cinema, nel 2017 è tornata a recitare assieme a Amy Schumer nel film Fottute!.

## Vita privata
Dal 1969 al 1974 è stata sposata con l'attore Gus Trikonis. Dal suo secondo matrimonio con il cantante Bill Hudson ha avuto due figli, Oliver (1976) e Kate (1979), anch'essi attori. È stata fidanzata anche con l'artista Bruno Wintzell dal 1973 al 1975, gli attori Mark Goddard, Franco Nero e Yves Rénier, lo stuntman Ted Grossman, l'imprenditore Victor Drai e Spiro Venduras. Dal 1983 è la compagna dell'attore Kurt Russell, dal quale ha avuto il suo terzo figlio, Wyatt (1986).

## Filmografia

### Attrice

#### Cinema

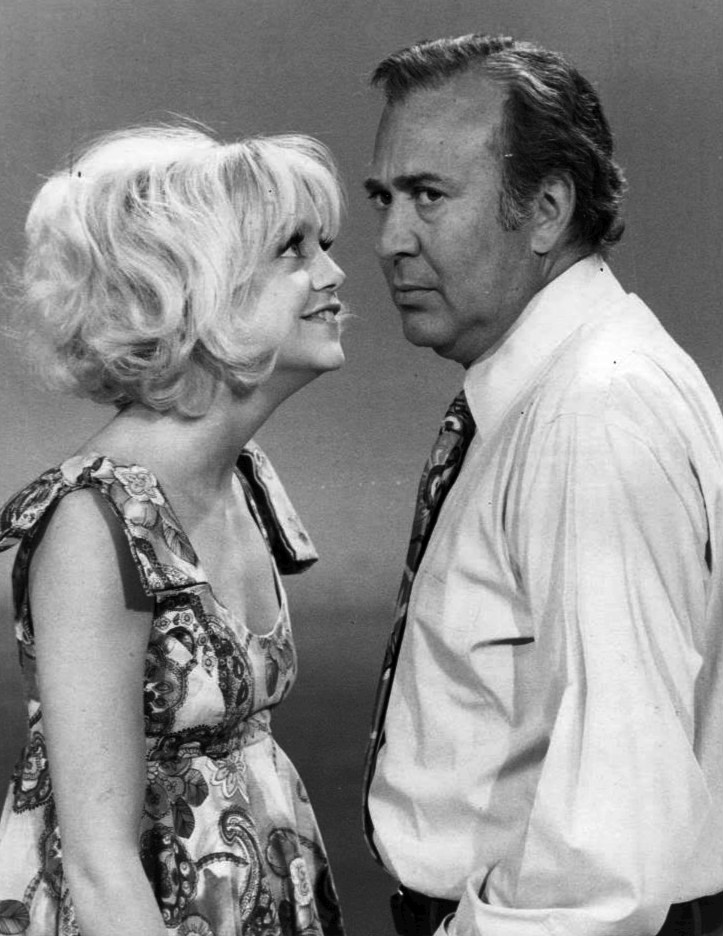
Goldie Hawn con Carl Reiner nella trasmissione Rowan & Martin's Laugh-In (1970)

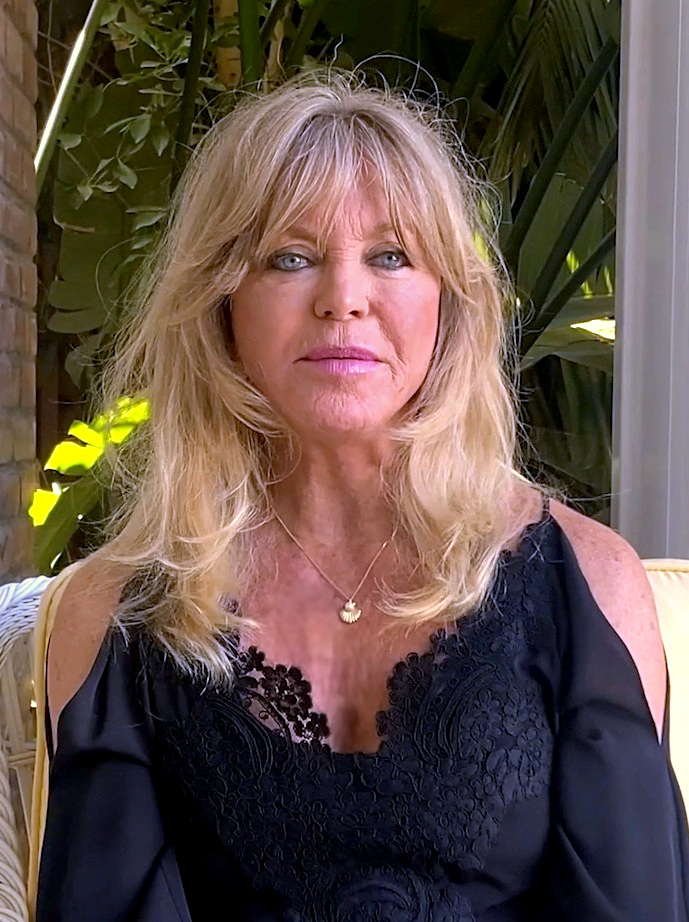
Goldie Hawn nel 2021

- Pazza banda di famiglia (The One and Only, Genuine, Original Family Band), regia di Michael O'Herlihy (1968)
- The Sidehackers (Five the Hard Way), regia di Gus Trikonis (1969) - non accreditato
- Fiore di cactus (Cactus Flower), regia di Gene Saks (1969)
- M'è caduta una ragazza nel piatto (There's a Girl in My Soup), regia di Roy Boulting (1970)
- Il genio della rapina ($), regia di Richard Brooks (1971)
- Le farfalle sono libere (Butterflies Are Free), regia di Milton Katselas (1972)
- Sugarland Express (The Sugarland Express), regia di Steven Spielberg (1974)
- The Girl from Petrovka, regia di Robert Ellis Miller (1974)
- Shampoo, regia di Hal Ashby (1975)
- La volpe e la duchessa (The Duchess and the Dirtwater Fox), regia di Melvin Frank (1976)
- Gioco sleale (Foul Play), regia di Colin Higgins (1978)
- Viaggio con Anita, regia di Mario Monicelli (1979)
- Soldato Giulia agli ordini (Private Benjamin), regia di Howard Zieff (1980)
- Bastano tre per fare una coppia (Seems Like Old Times), regia di Jay Sandrich (1980)
- Amici come prima (Best Friends), regia di Norman Jewison (1982)
- Swing Shift - Tempo di swing (Swing Shift), regia di Jonathan Demme (1984)
- Protocol, regia di Herbert Ross (1984)
- Una bionda per i Wildcats (Wildcats), regia di Michael Ritchie (1986)
- Overboard - Una coppia alla deriva (Overboard), regia di Garry Marshall (1987)
- Due nel mirino (Bird on a Wire), regia di John Badham (1990)
- Doppio inganno (Deceived), regia di Damian Harris (1991)
- CrissCross, regia di Chris Menges (1992)
- Moglie a sorpresa (HouseSitter), regia di Frank Oz (1992)
- La morte ti fa bella (Death Becomes Her), regia di Robert Zemeckis (1992)
- Il club delle prime mogli (The First Wives Club), regia di Hugh Wilson (1996)
- Tutti dicono I Love You (Everyone Says I Love You), regia di Woody Allen (1996)
- Sperduti a Manhattan (The Out-of-Towners), regia di Sam Weisman (1999)
- Amori in città... e tradimenti in campagna (Town & Country), regia di Peter Chelsom (2001)
- Due amiche esplosive (The Banger Sisters), regia di Bob Dolman (2002)
- Fottute! (Snatched), regia di Jonathan Levine (2017)
- SPF-18, regia di Alex Israel (2017) - voce narrante
- Qualcuno salvi il Natale (The Christmas Chronicles), regia di Clay Kaytis (2018)
- Qualcuno salvi il Natale 2 (The Christmas Chronicles 2), regia di Chris Columbus (2020)

#### Televisione
- Good Morning, World – serie TV, 20 episodi (1967-1968)
- Rowan & Martin's Laugh-In – serie TV, 66 episodi (1968-1970)
- That's life – serie TV, 1 episodio (1969)
- Goldie and Liza Together (1980) - special televisivo con Liza Minnelli
- Moving image salutes Steven Spielberg – special TV (1994)
- Phineas e Ferb – serie TV, doppiaggio (2013)

### Regista
- Hope – film TV (1997)

## Riconoscimenti
- Premio Oscar
  - 1970 – Miglior attrice non protagonista per Fiore di cactus
  - 1981 – Candidatura alla miglior attrice protagonista per Soldato Giulia agli ordini
- BAFTA Awards
  - 1971 – Candidatura alla migliore attrice protagonista per Fiore di cactus e M'è caduta una ragazza nel piatto

- Golden Globe
  - 1970 – Migliore attrice non protagonista per Fiore di cactus
  - 1970 – Candidatura alla migliore attrice debuttante per Fiore di cactus
  - 1973 – Candidatura alla migliore attrice in un film commedia o musicale per Le farfalle sono libere
  - 1976 – Candidatura alla migliore attrice in un film commedia o musicale per Shampoo
  - 1977 – Candidatura alla migliore attrice in un film commedia o musicale per La volpe e la duchessa
  - 1979 – Candidatura alla migliore attrice in un film commedia o musicale per Gioco sleale
  - 1981 – Candidatura alla migliore attrice in un film commedia o musicale per Soldato Giulia agli ordini
  - 1983 – Candidatura alla migliore attrice in un film commedia o musicale per Amici come prima
  - 2003 – Candidatura alla migliore attrice in un film commedia o musicale per Due amiche esplosive

- Primetime Emmy Awards
  - 1969 – Candidatura alla miglior performance in un programma di varietà o musicale per Rowan & Martin's Laugh-In
  - 1980 – Candidatura al miglior programma di varietà o musicale per Goldie and Liza Together

## Doppiatrici italiane
Nelle versioni in italiano dei suoi film, Goldie Hawn è stata doppiata da:
- Livia Giampalmo in Fiore di cactus, Il genio della rapina, Le farfalle sono libere, Sugarland Express, Viaggio con Anita, Soldato Giulia agli ordini, Bastano tre per fare una coppia
- Serena Verdirosi in La volpe e la duchessa, Moglie a sorpresa, La morte ti fa bella
- Melina Martello in Gioco sleale, Tutti dicono I Love You, Sperduti a Manhattan
- Cristiana Lionello in Amori in città... e tradimenti in campagna, Qualcuno salvi il Natale, Qualcuno salvi il Natale 2
- Paila Pavese in Swing Shift - Tempo di swing, Protocol
- Roberta Paladini in Due nel mirino, Doppio inganno
- Emanuela Rossi in Due amiche esplosive, Fottute!
- Micaela Esdra in Shampoo
- Daniela Nobili in Amici come prima
- Marina Tagliaferri in Una bionda per i Wildcats
- Roberta Greganti in Overboard - Una coppia alla deriva
- Veronica Pivetti in Il club delle prime mogli